# فيروس الإنفلونزا أ H3N2
فيروس الإنفلونزا أ H3N2 هو أحد أنماط فيروس الإنفلونزا أ له القدرة على التسبب بالإنفلونزا للثديات والطيور. ويسبب الفيروس الإنفلونزا الموسمية والتي تؤدي إلى وفاة أكثر من 36,000 شخص في الولايات المتحدة سنوياً.

## الإنفلونزا الموسمية
الفيروس H3N2 هو أحد فيروسات الإنفلونزا التي تنتشر في مواسم محددة، ويتم إنتاج لقاح سنوي لتجنب هذه الإنفلونزا. ويهدف إنتاج اللقاح على التنبؤ بالطفرات القادمة لكل من فيروس الإنفلونزا أ H1N1 و H3N2 وفيروس الإنفلونزا أ H1N2 وفيروس إنفلونزا ب. وترجع أهمية تجنب العدوى بH3N2 إلى أن في السنوات الأخيرة إزدادت مقاومة الفيروس للعلاجات التقليدية مثل أمانتدين ورامانتدين لتصل إلى 91% عام 2005 من 12% عام 2003 و 1% عام 1994.
و قامت منظمة الصحة العالمية دراسة 13,000 عينة من حالات مصابة بالفيروس H3N2 تم تجميعها من 6 قارات ما بين عامي 2002 و2007. وتوصل هذه الدراسة إلى أن الأنماط الجديدة من الفيروس H3N2 تبدأ في الظهور في جنوب شرق آسيا قبل باقي أجزاء العالم بمدة تتراوح ما بين 6 إلى 9 أشهر، ثم ينتقل الفيروس إلى أستراليا ونيوزلاندا، ثم إلى أوروبا وأمريكا الشمالية، ويصل إلى أمريكا الجنوبية بعد 6 إلى 9 أشهر من ظهور الفيروس.

## إنفلونزا الخنازير
تصيب الخنازير ثلاث أنماط من فيروس الإنفلونزا أ وهي فيروس الإنفلونزا أ H1N1 و H3N2 وفيروس الإنفلونزا أ H1N2، وقبل عام 1998 كان الفيروس H1N1 هو الوحيد المعروف بالتسبب بالإنفلونزا لدى الخنازير في الولايات المتحدة، ولكن في أغسطس 1998 تم التعرف على الفيروس H3N2 في الخنازير، وهو عبار عن فيروس معاد تشكيله من ثلاث فيروسات أحدهما يصيب البشر وآخر الطيور والأخير الخنازير.

## إنفلونزا هونغ كونغ
إنفلونزا هونغ كونغ هو وباء لفيروس الإنفلونزا H3N2 انتشر بين عامين 1968 و1969 أدى إلى وفاة ما يقارب مليون شخص. أصيب بالعدوى 15٪ من سكان هونغ كونغ (500 ألف شخص) لكن نسبة الوفاة كانت قليلة نسبياً. وتوفى ما يقارب 33800 شخص في الولايات المتحدة. ونتيجة لقلة الوفيات تعتبر إنفلونزا هونغ كونغ أقل أوبئة الإنلفونزا خطورة على الحياة.
يعتقد أن الفيروس H3N2 هو ناتج من زيحان مستضدي من الفيروس H2N2 وكلاهما أنواع من إنفلوانزا الطيور، كما كلاهما يتشابهان في إنزيم النورامينيداز لفيروس الإنفلونزا الآسيوية عام 1957. وهذا التشابه قد أدى إلى القلة النسبية في عدد الضحايا مقارنة بأوبئة الإنفلونزا الأخرى. ويعتبر هذا الوباء هو الأول للفيروس H3N2 في العالم.
سجلت أولى حالات الإصابة بالعدوى في 13 يوليو 1968 في أحد ضواحي هونغ كونغ. وفي نهاية يوليو من نفس العالم إنشر الفيروس إلى فيتنام وسنغافورة. وفي سبتمبر سجلت حالات إصابة بالفيروس في كل من الهند والفليبين وشمال أستراليا وأوروبا. كما في نفس العام ظهرت إصابات بالعدوى في كاليفورنيا ضمن الجنود العائدين من الحرب الفيتنامية. ووصلت العدوى إلى اليابان وأفريقيا وأمريكا الجنوبية في عام 1969.

## إنفلونزا فوجيان
سبب فيروس فوجيان H3N2 إنفلونزا شديدة العدوى في موسم الإنفلونزا بين عامي 2003 - 2004. وتم ادخال أنماط فيروس فوجيان ضمن لقاح الإنفلونزا الدوري حيث أصبحت أنماط الفيروس أحد أكثر أسباب الإنفلونزا شيوعاً لدى البشر.